# Château des vicomtes de Limoges
Le château des vicomtes de Limoges également appelé château de Jeanne d'Albret est un château-fort en ruines situé à Aixe-sur-Vienne, en France.

## Localisation
Le château est situé sur le territoire de la commune d'Aixe-sur-Vienne, dans le département de la Haute-Vienne, en région Nouvelle-Aquitaine.

## Description
Le donjon, en ruines, fut démoli en 1809 et les murailles, ainsi qu'une partie du rocher sur lequel reposaient les constructions, servirent de carrière au XIXe siècle, et les pierres se retrouvèrent réemployées dans de nombreux immeubles des environs.
Le site, interdit d'accès, laisse encore entrevoir l'orifice d’un puits, taillé dans la roche et dont le fond serait situé plus bas que le niveau de l'Aixette.
Le château vicomtal a une enceinte octogonale, tour à contreforts plats, deux corps de bâtiments, basse-cour, chapelle dédiée à saint Georges,.

## Historique
La première mention du  château date de 982. Dans les années 1180-1220, il entre dans la lutte que se livrent partisans et adversaires des Plantagenêt.  
En 1199, le vicomte de Limoges rompt les liens vassaliques qui l'unit à Richard Cœur de Lion. Ce dernier vient et déclare la guerre à Ademar V. Il s'empare du château d'aixe mais Richard trouve la mort à Chalus Chabrol. Le château a été témoin de nombreux conflits de guerre la guerre de 100 ans, les guerres de religion. 
Les vestiges du château sont inscrits au titre des monuments historiques par arrêté du 2 juin 2000.